# Sofie Malmborg
Sofie Malborg (født i 1991 i København) er en dansk forfatter.
Hun er uddannet antropolog fra København Universitet.